# Getty Center
El Getty Center o Centro Getty se encuentra en el 1200 de la calle Getty Center Drive del barrio de Brentwood de Los Ángeles, California (Estados Unidos).
El Centro Getty funciona como un campus donde se encuentra la sede principal del Museo J. Paul Getty, la Fundación Getty, un Instituto de Investigación, un Instituto de Conservación y el Fideicomiso Getty, además de las instalaciones de un auditorio y varios jardines. 
El nombre del centro alude al empresario y filántropo estadounidense Jean Paul Getty (1892-1976), quien aportó a un fideicomiso llamado J. Paul Getty Trust cuantiosos fondos, su colección privada de arte y una villa de estilo romano ubicada en la cotizada zona residencial de Pacific Palisades (Malibú, California). Este magnate había adquirido arte desde la década de 1930, si bien de manera informal, y fue a partir de la donación cuando su colección empezó a crecer de manera sistemática y alcanzó rango internacional. 
En el citado palacio-museo se inauguró, en 1974, el Museo J. Paul Getty, que su web oficial denomina más coloquialmente Getty Villa. Alberga los fondos de arte grecorromano, en sintonía con su estilo arquitectónico inspirado en las villas antiguas de Pompeya y Herculano.
La apertura del Centro Getty en Los Ángeles, diseñado por Richard Meier e inaugurado en 1997, supuso el traslado de casi todas las colecciones artísticas, salvo las piezas griegas y romanas que permanecen en la citada villa de Malibú.
El acceso al Centro Getty es gratuito, la única tarifa es la del estacionamiento para el público visitante que es de 20 dólares por automóvil.

## Política de adquisiciones

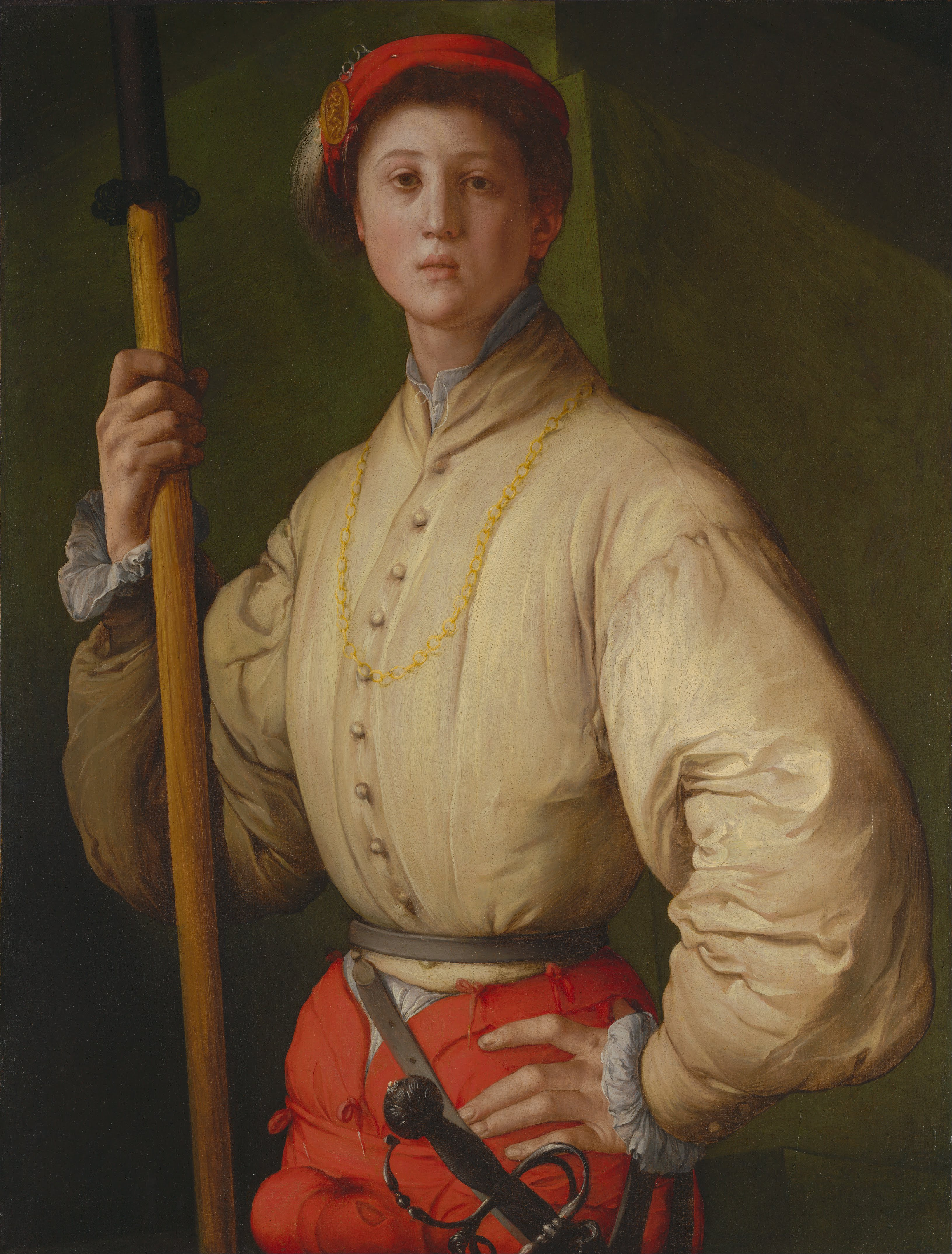
El alabardero, de Pontormo.

El rapto de Europa, de Rembrandt.

La mayor parte del Centro Getty de Los Ángeles se destina al museo de arte, repartido en varios edificios denominados «pabellones».
El Museo Getty mantiene una política de adquisiciones muy intensa y agresiva gracias a que cuenta con una enorme dotación económica. La Fundación es titular de acciones petrolíferas y demás empresas aportadas por Jean Paul Getty, por las que recibe dividendos periódicamente; tan sólo las acciones que posee de la Getty Oil se valoraron en 660 millones de dólares en la década de 1980, y actualmente la dotación financiera de la institución se estima en 4.200 millones. De acuerdo a la legislación norteamericana, el Fideicomiso (o Fundación) está obligada a destinar gran parte de sus ingresos anuales a fines benéficos (becas, investigación, restauración, etc.), y se entiende que la compra de obras de arte está entre dichos fines altruistas, al enriquecer el museo (que es de acceso gratuito).
Getty es un nombre temido por los demás museos y coleccionistas ya que se considera que su capacidad de compra es ilimitada. En 1988 se rumoreó que ofreció 300.000 millones de pesetas de entonces para la compra de la Colección Thyssen. A pesar de la desorbitada cifra, esta operación no llegó a culminarse ya que el barón Thyssen la rechazó y prefirió ubicar la colección en Madrid. 
Varios de los récords de precio en el mercado del arte se deben a compras efectuadas por el Museo Getty. La escasez de obras de primera categoría, especialmente en pintura antigua (especialidad del museo), obliga a desembolsar sumas muy elevadas, y en esta pugna el Getty tiene escasos rivales.
Entre las compras más llamativas del Getty, destaca el cuadro Los lirios de Van Gogh, récord de precio en 1987 y que su comprador inicial, Alan Bond, tuvo de revender al Getty al sufrir un revés económico que le impidió completar el pago. El museo adquirió en 1996 la Sagrada Familia de Fra Bartolommeo por más de 2.000 millones de pesetas de la época y también adquirió en 1989 El alabardero de Pontormo por 35,2 millones de dólares de la época, cifra que marcó un récord absoluto en pintura antigua, triplicando la suma más alta pagada hasta entonces. En el año 2000 pagó unos mil millones de pesetas de la época (6 millones de euros) por un Cristo crucificado de El Greco, y en 2004 sumó el Retrato del marqués del Vasto, de Tiziano. Esta notable pintura, una de las últimas seguras de Tiziano que subsistían en el mercado, fue adquirida mediante un acuerdo privado (no en subasta) por una cifra próxima a los 70 millones de dólares.
Entre sus adquisiciones de años recientes, la web del museo cita pinturas de Orazio Gentileschi, Watteau, Pietro Longhi, Quentin Metsys y Paul Gauguin, un pequeño autorretrato pintado sobre cobre por Rembrandt en su juventud, un retrato al pastel de Rosalba Carriera, así como un importante paisaje de Roma pintado por Turner, el Retrato de Madame Brunet de Manet, un busto del papa Paulo V esculpido por Bernini y una escultura de bronce atribuida a Francesco Primaticcio. En 2017 el museo adquirió numerosas obras: un importante cuadro de Parmigianino por 24,5 millones de libras esterlinas , otro de Watteau (La surprise) y 16 dibujos de maestros como Miguel Ángel, Andrea del Sarto, Francisco de Goya y Edgar Degas. Entre sus últimas grandes incorporaciones destacan un cuadro casi inédito de Bronzino, llegado en 2019  y la famosa Virgen de las cerezas de Metsys, adquirida en subasta en julio de 2024 por 10,66 millones de libras (12,58 millones de euros) .
Esta intensa actividad compradora se ha visto enturbiada por noticias escandalosas que atañen a la sección de Arqueología, al desvelarse que el museo había sumado piezas de procedencia falseada, obtenidas de excavaciones ilegales y exportadas de Italia sin los permisos correspondientes. La institución se vio obligada a negociar con el gobierno italiano la devolución de algunas piezas.

## Colección de pintura
Los fondos de pintura son los más conocidos del Centro Getty. Suman unas 450 obras y se centran en Europa, en un periodo que arranca en el siglo XIV en Italia y termina a principios del siglo XX con James Ensor y Edvard Munch. Salvo en la sección de fotografía no se incluye a artistas posteriores, ya que hasta ahora el museo ha optado por no adentrarse en el cubismo y demás corrientes vanguardistas, y se detiene (con contadas excepciones) en el año 1900.

### Pintura italiana
Es posiblemente la sección más ilustre, por la relevancia de los autores y la calidad de las obras. Se inicia con un San Lucas de Simone Martini, perteneciente a un políptico del que también procede el San Pedro de la Colección Carmen Thyssen-Bornemisza. Prosigue con un tríptico de Bernardo Daddi, un políptico de Cenni di Francesco, La Coronación de la Virgen de Gentile da Fabriano, un raro San Andrés de Masaccio y la Cacería de patos de Vittore Carpaccio, identificada como la parte superior de las famosas Dos cortesanas del Museo Correr de Venecia. Se guardan también ejemplos de Luca di Tommè, Paolo Veneziano, Ercole Ferrarese y Gherardo Starnina.

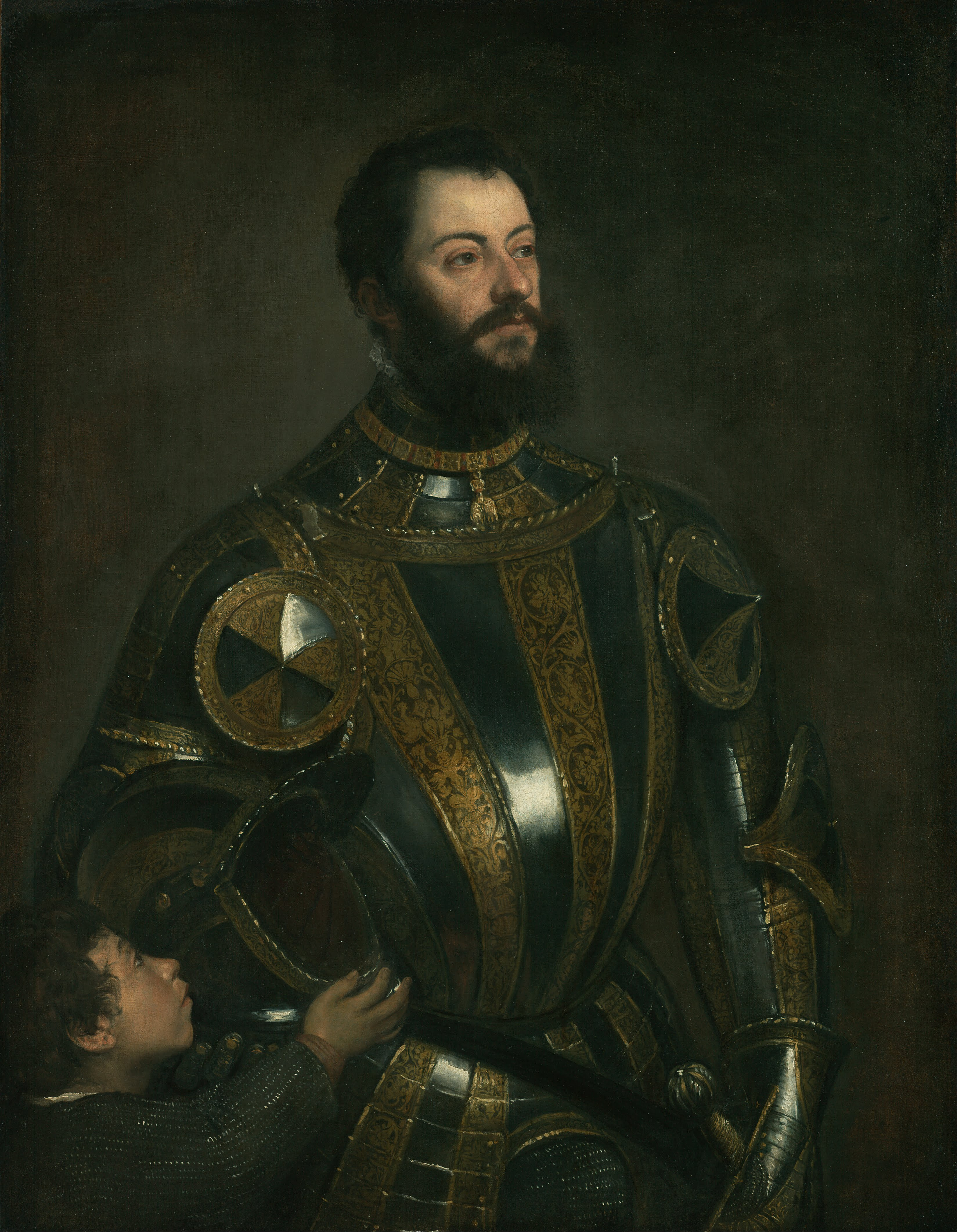
El marqués del Vasto, de Tiziano.

El siglo XVI cuenta con ejemplos como La Epifanía de Andrea Mantegna (récord de precio en 1985), Sagrada Familia de Fra Bartolomeo, otra obra del mismo tema pintada por Giulio Romano, La adoración del Niño de Bernardo Zenale, Cabeza de Cristo de Correggio, La Virgen y el Niño con san Juan Bautista y santa Catalina de Parmigianino, Retrato del papa Clemente VII de Sebastiano del Piombo, el famoso Pastor de Giovanni Girolamo Savoldo, San Juan Bautista de Bronzino y dos inusuales obras de Dosso Dossi: una escena mitológica identificada con dudas como Eco y Pan, y una Alegoría de la Fortuna. En 2019 el museo ha sumado un segundo ejemplo de Bronzino: La Virgen con el Niño, santa Isabel y san Juanito. Pontormo ostenta especial protagonismo con el ya citado Alabardero, personaje cuya identidad es discutida. Veronés cuenta con un raro Retrato masculino de cuerpo entero, y de Tiziano se muestra una versión del Venus y Adonis del Museo del Prado. Aunque el museo insiste en asignarla al maestro, es seguramente repetición tardía realizada por ayudantes. De todas formas, la presencia de este artista ha mejorado con el Retrato del marqués del Vasto. Hay también ejemplos de Jacopo Bassano, Francesco Salviati y Alessandro Allori. 
En el repertorio del siglo XVII sobresalen Venus y Marte de Palma el Joven, José y la mujer de Putifar de Guido Reni, Retrato del papa Gregorio XV de Guercino, Caída camino del Calvario, pintura sobre cobre de Domenichino, David con la cabeza de Goliat de Guido Cagnacci, y dos importantes lienzos de Orazio Gentileschi: Lot y sus hijas y Dánae. Esta última obra fue adquirida en subasta en enero de 2016 por más de 30 millones de dólares. Hay además pinturas de Bartolomeo Cavarozzi (La cena en Emaús), Giovanni Benedetto Castiglione, Salvator Rosa (su polémica Alegoría de la Fortuna, por la cual casi fue arrestado), Luca Giordano, Pietro Novelli, Domenico Fetti y Mattia Preti. Del siglo XVIII hay que mencionar una Vista de Venecia con Santa Maria della Salute de Bernardo Bellotto, dos vedutas venecianas de Canaletto, otras dos de Luca Carlevarijs, y El sacrificio de Polixena de Giambattista Pittoni. También hay ejemplos de Giambattista Tiepolo, Pietro Longhi y Francesco Guardi.

### Los Países Bajos
Por tal se entienden las escuelas flamenca y holandesa. Este apartado cuenta con un interesante Retrato de Isabel de Portugal del taller de Rogier van der Weyden, La Anunciación de Dieric Bouts, Virgen de las cerezas y Cristo Varón de Dolores de Quentin Metsys (adquirido recientemente ), Retrato de Francisco de los Cobos por Jan Gossaert, El milagro de los peces de Joachim Beuckelaer, Entrada de los animales en el arca de Noé de Jan Brueghel de Velours, Marte y Venus sorprendidos por Vulcano de Joachim Wtewael, y ya dentro del pleno Barroco, hay que mencionar dos retratos de Van Dyck: Agostino Pallavicini, imponente retrato de cuerpo entero de su etapa genovesa, y Retrato de Thomas Howard, Lord Arundel, el famoso coleccionista de arte, pintado por Van Dyck en su breve primera estancia en Londres. Rubens cuenta con una Piedad y una Cacería del jabalí de Calidonia, y de Jacob Jordaens se exhibe un lienzo de más de 2,5 metros de longitud (Moisés haciendo manar agua de la roca). También cuenta este museo con una Escena de cocina de Frans Snyders.

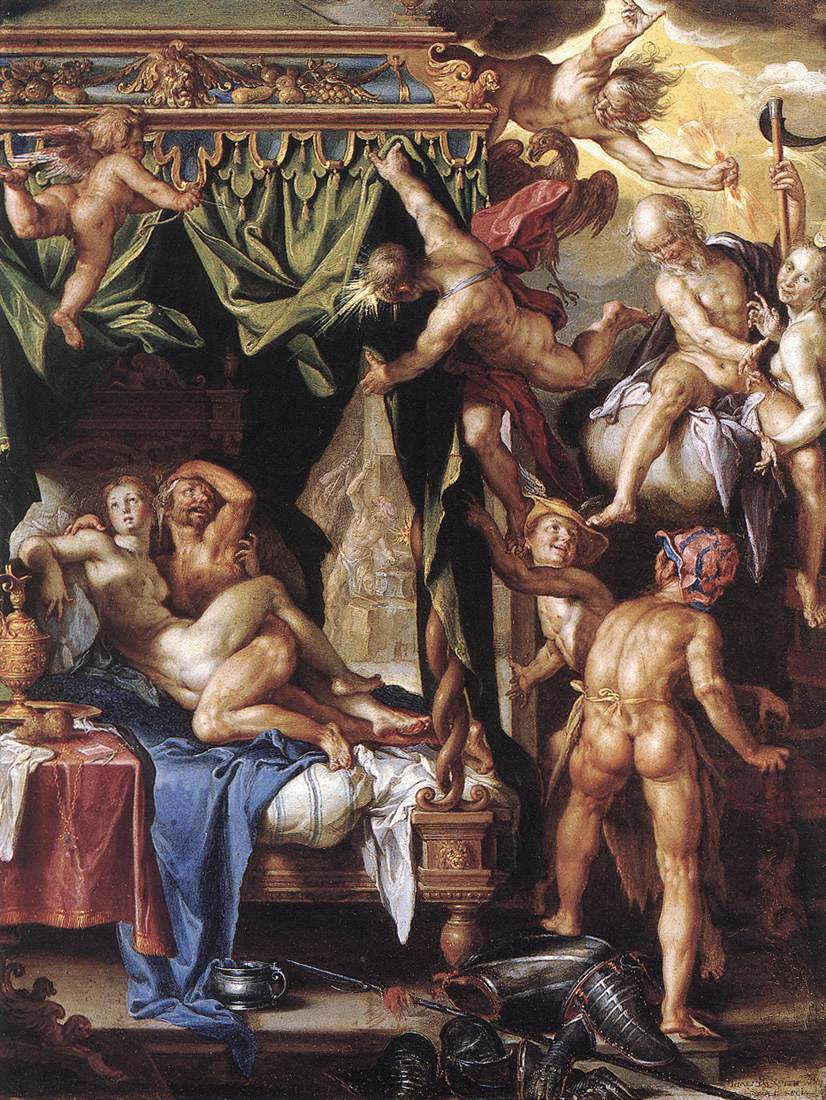
Marte y Venus descubiertos por Vulcano, pintura de Joachim Wtewael.

El repertorio de la Holanda barroca es notable y lo lidera Rembrandt con cinco pinturas: Autorretrato riendo (pintura sobre cobre autentificada hace pocos años, y adquirida en 2013), Hombre viejo con atuendo militar (1630), El rapto de Europa (1632), Daniel y Ciro ante la estatua de Baal (1633) y un San Bartolomé de su última época (1661). De estas cinco obras, la segunda y la tercera fueron adquiridas por el museo en el mismo año (1995), lo que demuestra su poderío económico. Ambas se incluyeron en la antológica sobre Rembrandt organizada por el Museo del Prado en 2008. La colección incluye además ejemplos de Hendrick Terbrugghen, Jan Lievens, Gerrit Dou, Jacob van Ruysdael (El molino de agua), Gerrit van Honthorst (Grupo musical en un balcón), Paulus Potter, Jan Steen (Lección de dibujo y dos óleos más), Pieter de Hooch, Frans van Mieris el Viejo y Philips Koninck.

### Pintura francesa
Cuenta con un repertorio cronológicamente muy amplio, pues el museo engloba también en esta sección las obras impresionistas y posteriores. Hay que mencionar la famosa Pelea entre músicos de Georges de La Tour, Venus y Adonis de Simon Vouet, y especialmente la Sagrada Familia de Nicolas Poussin, llamada «de las once figuras». Al igual que un pastel de Degas, el museo la posee en copropiedad con el Museo Norton Simon de Pasadena. De Poussin se exhiben otras dos obras más, de las cuales una es un paisaje adquirido en 1997.
Los fondos franceses entre el siglo XVII y el realismo del XIX, incluyen a Valentin de Boulogne, Eustache Le Sueur, Laurent de La Hyre, Watteau (Los comediantes italianos y la escena de galanteo La surprise), François Boucher (cuatro obras), Jean-François de Troy (Nobles antes de una fiesta), Fragonard (La fuente del amor), Jean-Baptiste Greuze (La lavandera), Maurice Quentin de La Tour (Retrato de Gabriel Bernard de Rieux, obra al pastel de dos metros de altura), Jean-Baptiste Le Prince, Hubert Robert, Jacques-Louis David (Telémaco se despide de Eucaris), Corot, Honoré Daumier y William-Adolphe Bouguereau (Muchacha defendiéndose de Cupido). Mención aparte merece Jean-François Millet, con el Campesino con azada que suscitó escándalo en el Salón de París de 1863, y Théodore Géricault, con Los tres amantes, escena de trío sexual casi pornográfica.

### Arte español y británico

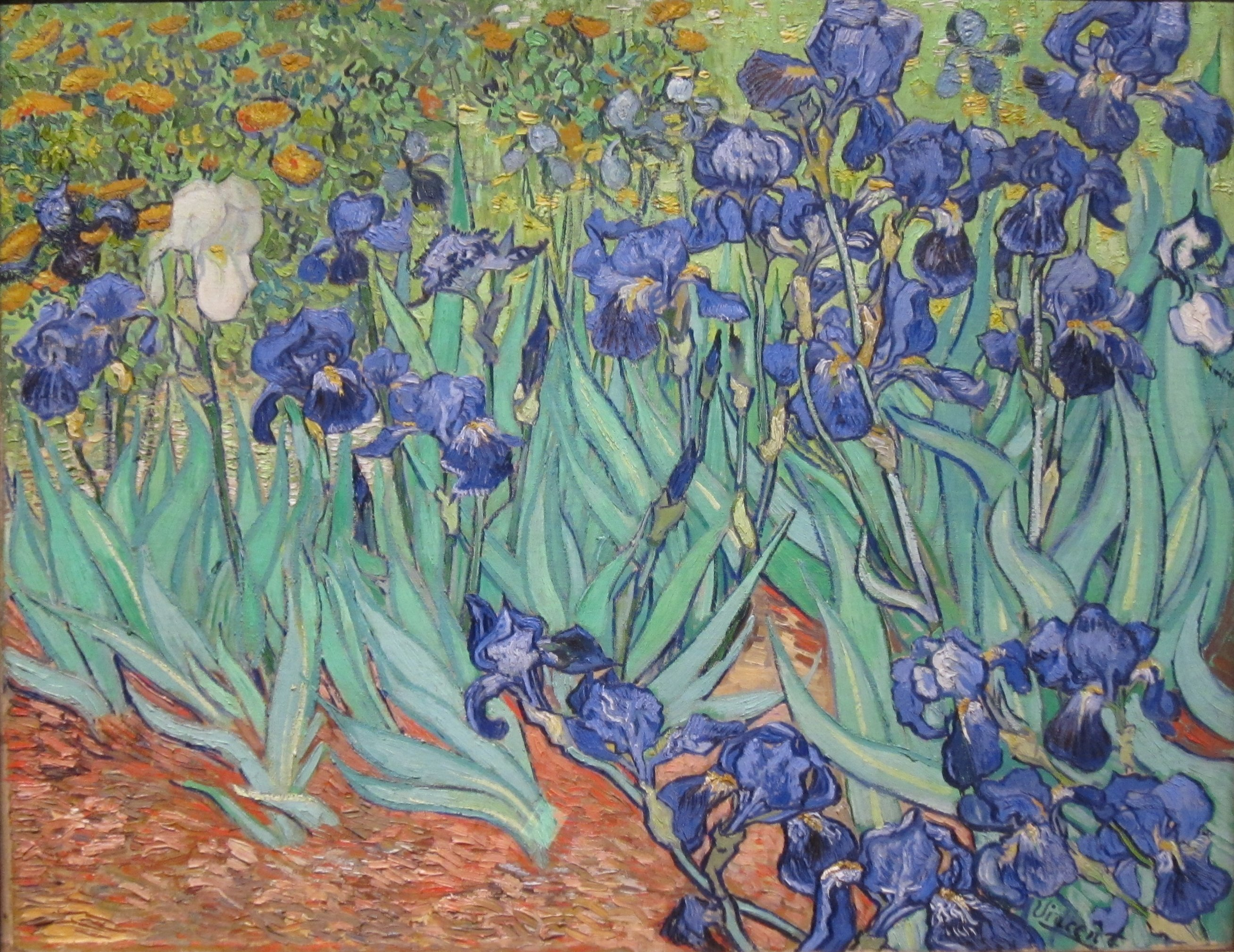
Los lirios de Van Gogh, en el Getty Center. El cuadro había sido comprado por el magnate Alan Bond, quien sufrió un revés económico antes de pagarlo y tuvo que venderlo más barato al museo.

Ambas escuelas cuentan con un muestrario más limitado, aunque de la española destacan El Greco (Cristo crucificado), José de Ribera (Euclides), Murillo (Visión de san Francisco de Paula), Luisa Roldán (San Ginés de la Jara, estatua policromada) y Goya, con el Retrato de la marquesa de Santiago (1804) y una escena taurina de 1824 (La suerte de varas). De Joaquín Sorolla hay un grupo de cinco pinturas que representan sus temáticas más populares: el retrato, el paisaje andaluz y el veraneo en la playa.
Entre las obras británicas, se pueden citar dos pinturas de sátira amorosa de William Hogarth, Penélope de Joseph Wright of Derby, un retrato de Thomas Gainsborough que muestra a James Christie, el fundador de la firma de subastas Christie's, un retrato de familia de Johann Zoffany, y el gran cuadro La primavera, de Lawrence Alma-Tadema. Hito clave en esta sección ha sido la compra en subasta (julio de 2010) del importante paisaje de Turner Campo Vaccino en Roma (1838); el precio pagado ha ascendido a 35,7 millones de euros.

### Del Impresionismo alsigloXX
El repertorio impresionista y posterior merece un apartado aparte. Cuenta con ejemplos de máxima valoración en las subastas, como Almiares de Claude Monet, La Promenade de Renoir, Retrato de Jeanne (Primavera) y La calle Mosnier con banderas de Manet (récord de precio en su momento), Autorretrato de Edgar Degas, Camino de Versalles de Alfred Sisley, Vista de Louveciennes de Camille Pissarro, Bodegón con manzanas de Cézanne, Los lirios de Van Gogh (que recalaron en el museo tras su rocambolesca venta al magnate Alan Bond), Arii Matamoe de Paul Gauguin, Modelo descansando de Toulouse-Lautrec, El rapto de Deyanira de Gustave Moreau, Noche estrellada de Edvard Munch y la famosa Entrada de Cristo en Bruselas, de James Ensor.

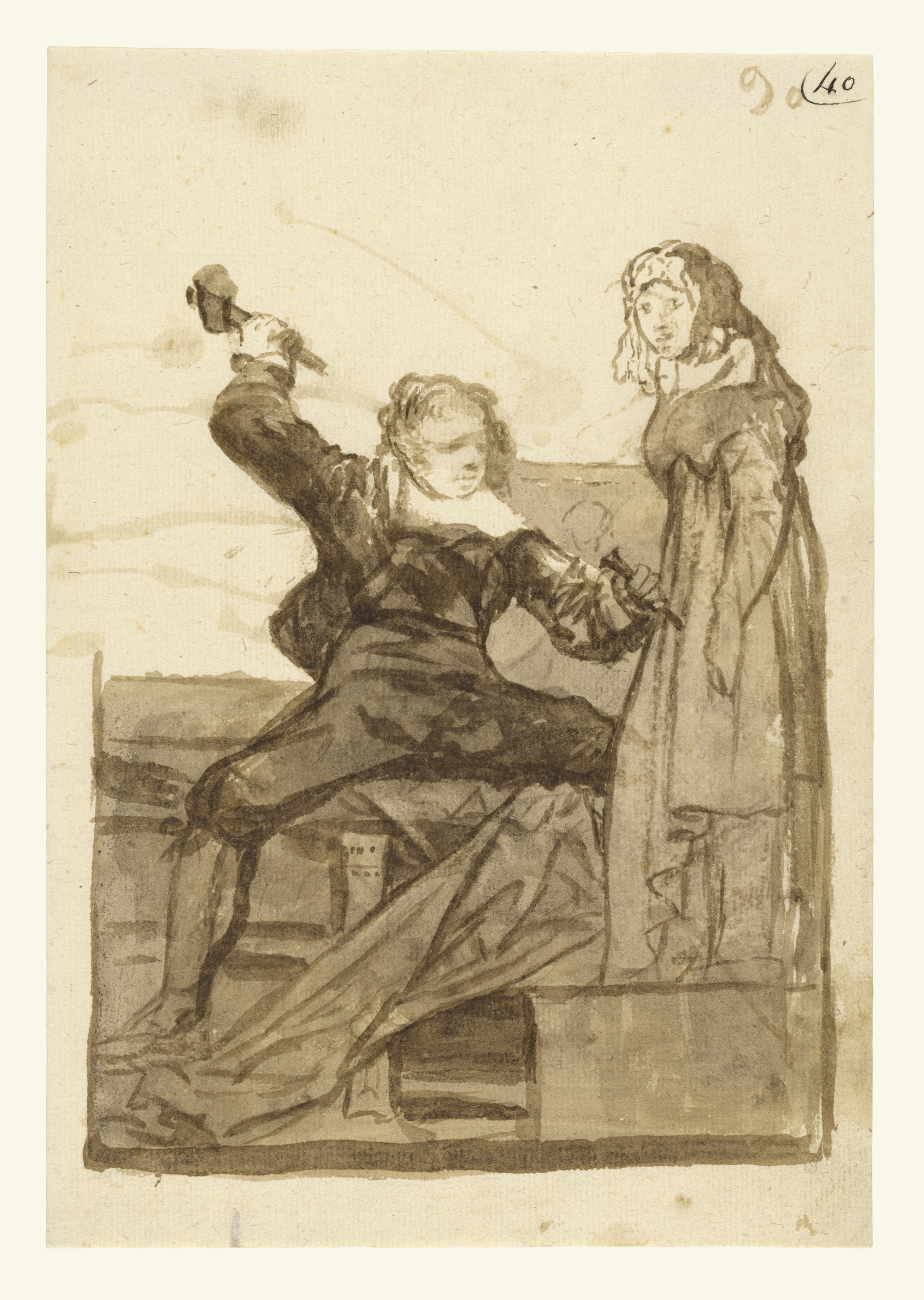
Pigmalión y Galatea, dibujo de Goya.

## Dibujos y otras colecciones
Junto con la pintura y la escultura, especialidades del museo, se custodian fondos de dibujos. Solamente de Rembrandt ya hay una decena (entre ellos, Mujer desnuda con serpiente), y entre los siglos XV y XVIII hay ejemplos de Leonardo da Vinci (El Niño Jesús con el cordero), Rafael Sanzio (San Pablo), Giulio Romano, Durero (acuarela Escarabajo ciervo, 1505), Hans Holbein el Joven, Tiziano (Escena pastoril, Desnudo masculino), Paolo Veronese (cuatro ejemplos, incluyendo una hoja con figurines para la obra teatral Oedipus Tyrannus), Parmigianino, Pordenone, Andrea Schiavone, Domenico Tintoretto, Jacopo Bassano, Agostino Carracci, Rubens (seis dibujos, incluyendo un boceto para el rey Baltasar de La Adoración de los Magos del Museo del Prado), Gerard Terborch, Nicolas Poussin, Charles Le Brun, Simon Vouet, Vicente Carducho, Francisco Ribalta, Murillo (cuatro dibujos), Juan Carreño de Miranda (Cristo bautizado), Giambattista Tiepolo, Fragonard, Francesco Guardi y Thomas Gainsborough. Se guardan así mismo ejemplos de retrato al pastel de Robert Nanteuil, Mengs, Jean-Baptiste Perronneau, Jean-Étienne Liotard y Rosalba Carriera. Del siglo XIX y principios del XX hay dibujos de maestros como Géricault, Delacroix, Jean-François Millet, Georges Seurat, Vincent van Gogh (Retrato de Joseph Roulin), Paul Gauguin, Gustav Klimt, Odilon Redon y Rodin. Especial interés para el público hispano entraña un diseño de Ingres para un cuadro que le encargó la Casa de Alba y que dejó inconcluso (se conserva en el Museo Ingres de Montauban).
En fecha reciente se ha sumado un Retrato de joven presumiblemente dibujado por Piero del Pollaiuolo, y en 2017 el museo ha negociado la compra de dibujos acaso más importante de su historia: 16 ejemplos procedentes de un coleccionista británico, que van desde un cartón de Lorenzo di Credi hasta un dibujo y un pastel de Edgar Degas, pasando por Miguel Ángel (Mujer llorando, hallada en 2000 en Castle Howard), Fra Bartolommeo, Andrea del Sarto (Cabeza de san José), Sebastiano del Piombo (Estudio para el Cristo portando la cruz), Parmigianino, Domenico Beccafumi, Giovanni Girolamo Savoldo, Federico Barocci, Rubens, Aelbert Cuyp, Giandomenico Tiepolo y Goya (El cazador de águilas). 
También se recopilan manuscritos, miniaturas, esculturas (de Giambologna, Adriaen de Vries, Bernini, Houdon...), fotografías de los siglos XIX y XX hasta David Hockney y Robert Mapplethorpe, y piezas de artes decorativas: muebles, relojes, porcelanas y cerámicas, objetos de plata... Algunas salas del museo reúnen objetos para recrear ambientes decorativos.

## Los pabellones
Los segundos niveles están destinados para la pintura, en tanto los primeros niveles lo están para exhibiciones cambiantes.
- El pabellón Norte esta destinados al arte antes de 1600, en el primer nivel se exhibe arte antiguo, escultura, arte decorativo y manuscritos.
- El Pabellón Este al arte del período comprendido entre 1600 y 1800, en el primer nivel se exhibe escultura, dibujo y se ubica la Sala Familiar.
- El Pabellón Sur al arte del mismo período comprendido entre 1600 y 1800 en el primer nivel se exhibe arte decorativo.
- El Pabellón Oeste al arte del período posterior a 1800, este cuenta además con una terraza donde se encuentra el Centro para la Fotografía y en el primer nivel se exhibe escultura, arte decorativo.

- El Pabellón de Exhibiciones contiene exhibiciones huéspedes cambiantes.

## La arquitectura

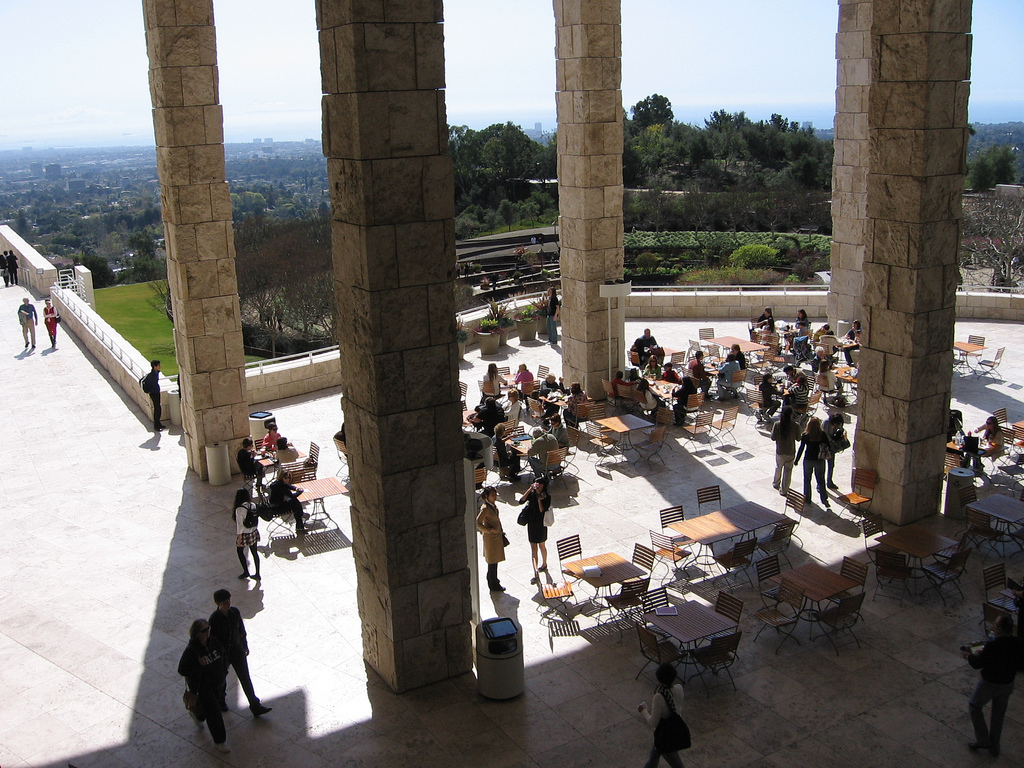
Vista del Getty Center.

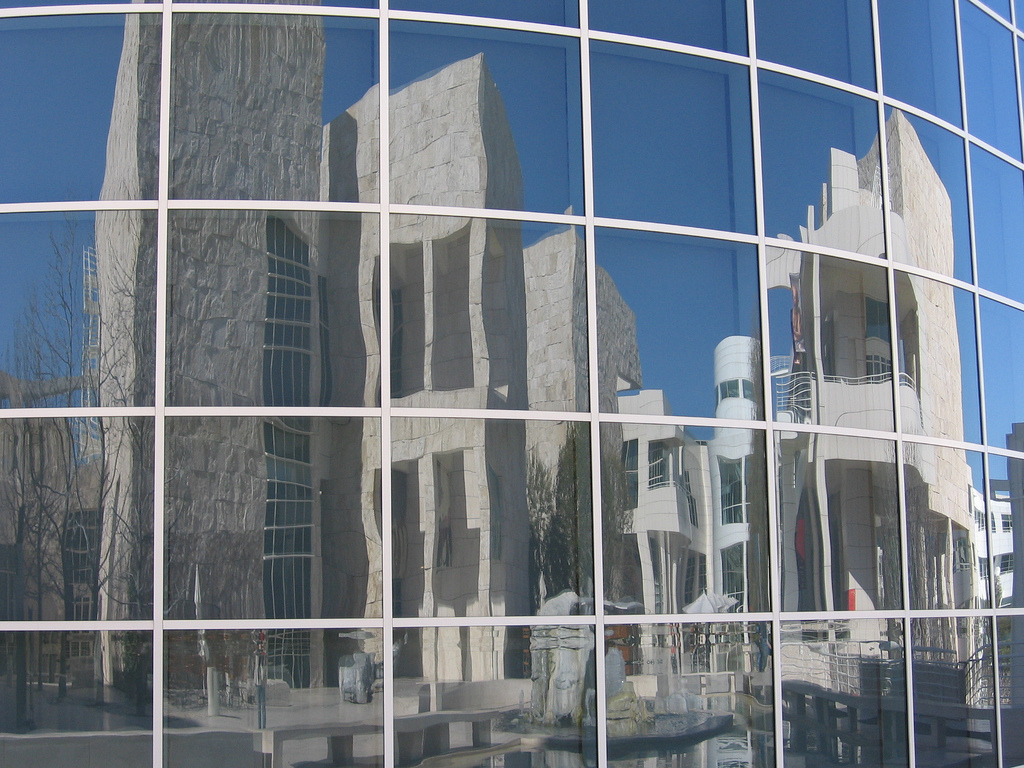
Uno de los edificios del Getty Center.

El folleto con el que se recibe a los visitantes dice en su primer párrafo: «El Getty Center es un lugar donde se puede apreciar y disfrutar del arte en un ambiente único caracterizado por una arquitectura asombrosa, tranquilos jardines y vistas excepcionales».
Fue inaugurado en 1997; su construcción costó unos mil millones de dólares y le corresponde al arquitecto estadounidense Richard Meier el crédito por el diseño y ejecución de esta obra monumental; en primer lugar destaca el enclave en que fue construida, una ladera con vistas al centro de Los Ángeles y a la playa.
Tiene dos estaciones de tranvía que trasladan a los visitantes del estacionamiento a la Arrival Square, desde donde se puede ir al Auditorio, a dos de los edificios donde se encuentran las oficinas relacionadas con las instituciones antes mencionadas, al restaurante y cafetería, al Instituto de Investigación y a la sala principal del museo, que en sí misma es un edificio de dos niveles donde se encuentran la librería, los servicios de información en general en diferentes idiomas y un local donde se puede acceder a los servicios de explicación detallada de una buena parte de las obras en exposición.
El museo cuenta con cuatro pabellones denominados conforme a los cuatro puntos cardinales: Norte, Sur, Este y Oeste; cada uno cuenta con dos niveles donde se exhiben diferentes exposiciones; se encuentran interconectados entre sí por pasillos y pasarelas con grandes ventanales con vistas del entorno.

## Colección botánica

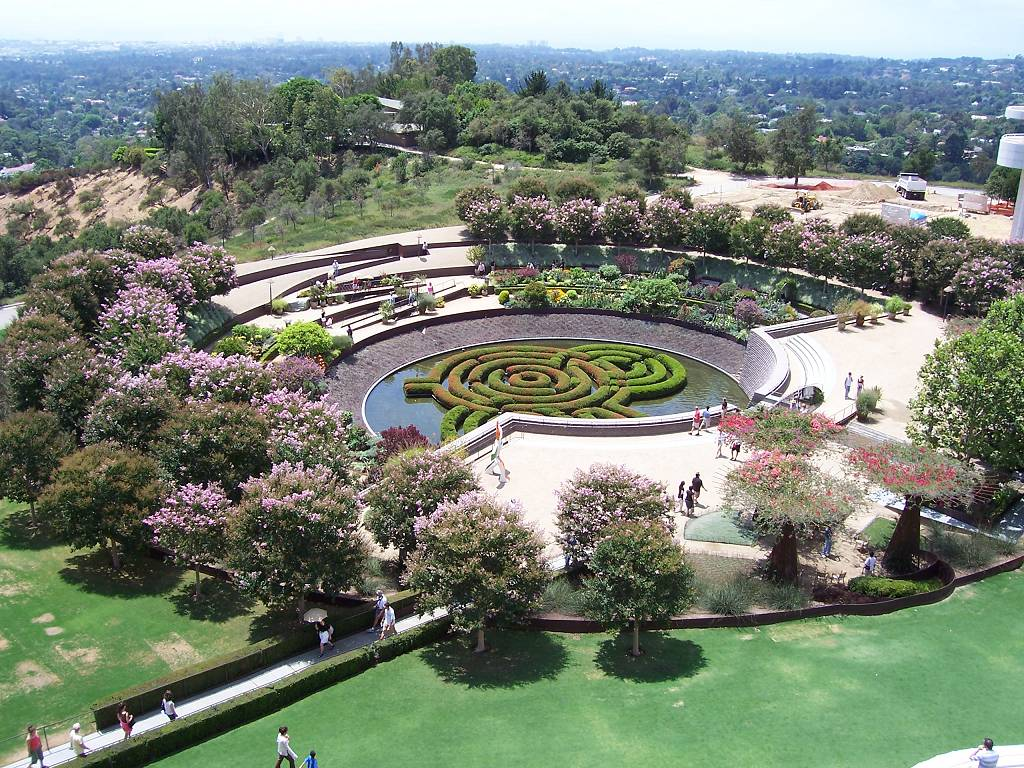
Jardín central.

Todos los edificios antes mencionados, así como el pabellón de exhibiciones, rodean a la Plaza Principal, donde se encuentran dos estanques; al Sur se encuentra un promontorio destinado a un jardín de cactáceas y un impresionante conjunto de escaleras conduce desde la plaza principal al Jardín central.
El Jardín central, creado por el renombrado diseñador paisajista Robert Irwin, se encuentra en el corazón del Getty Center. Son 134.000 pies cuadrados construidos sobre un barranco natural, con una calzada arbolada. Alberga unas 500 accesiones de plantas.

## Datos

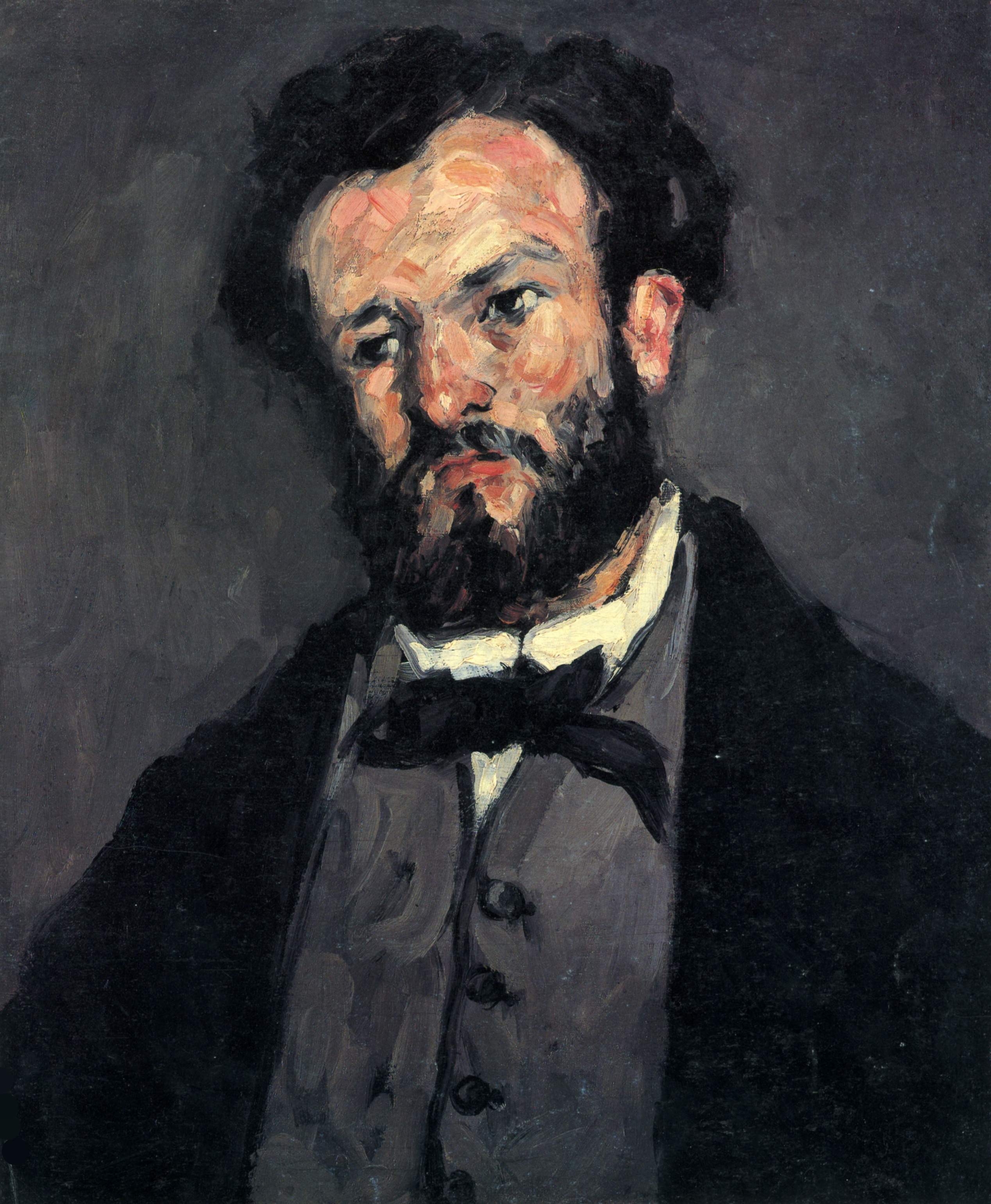
Retrato de Antony Valabrègue, de Paul Cézanne.

- El centro tiene 164, 648 pies cuadrados de vidrio exterior.
- Tiene 339 millas de cables eléctricos.
- 40,000 paneles de aluminio esmaltados.
- Los exteriores están embellecidos con 16,000 toneladas de mármol travertino.
- El travertino utilizado cubre 1,000,000 de pies cuadrados.
- El travertino fue extraído de Bagni di Tivoli, Italia, es decir el mismo travertino con el que construyó el Coliseo, la Fontana de Trevi y la columnata de la Basílica de San Pedro.
- Se necesitaron 100 viajes a través del Océano Atlántico para trasladar el travertino de Europa a América.
- Cada bloque de travertino pesa 280 libras.
- La serie The Good Place filmó el «verdadero Lado Bueno» en el museo.[6]

## El estacionamiento
Los visitantes llegan en su gran mayoría en automóviles, pero también lo hacen en autobuses, que se alojan en un estacionamiento subterráneo de 7 pisos, el cual cuenta con un sistema de aire acondicionado que garantiza a los visitantes calidad de aire, también se dispone de cuatro elevadores cada uno con capacidad de 30 personas que viajan a gran velocidad y no producen ningún ruido. 

## El tranvía (Tram)

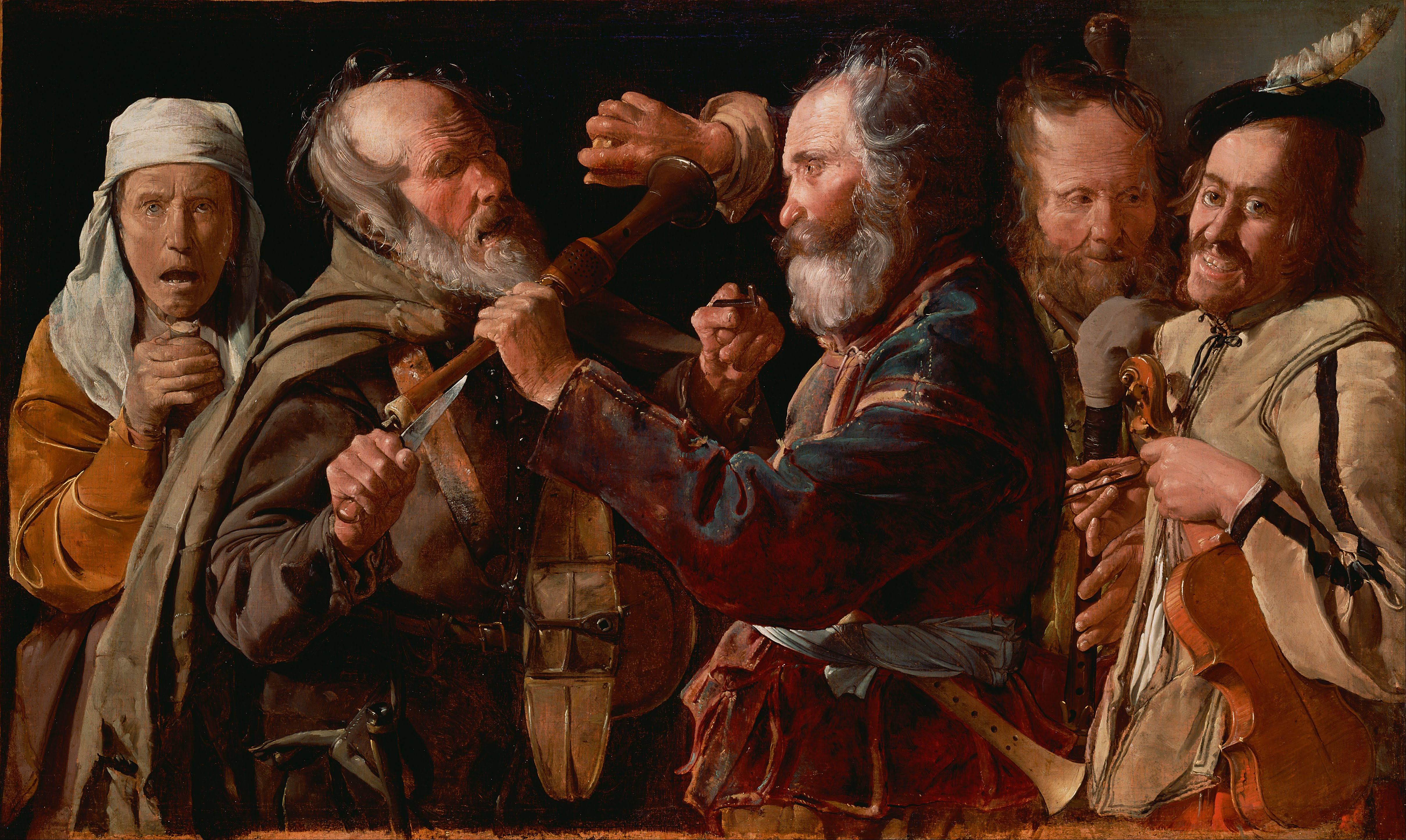
Riña de músicos, de Georges de La Tour.

Desde el punto en que los elevadores dejan a los visitantes, estos ingresan a una sala de espera del tranvía que los traslada en viajes de aproximadamente 90 pasajeros hasta la Arrival Square; cada tranvía tiene tres vagones, la operación es eléctrica y no existe fricción entre los vagones y el suelo pues entre ambos se forma un cojín de aire. La Arrival Square se encuentra a 881 pies sobre el nivel del mar.